# Art a Navarra
L'Art a Navarra es caracteritza per presentar una varietat en diverses formes (música, pintura, escultura, arquitectura, cinema). Les eres històriques de l'art a Navarra es segueix la següent seqüència: autòcton, euskaldun, romana, cristiana, merovíngia, musulmana, jueva i contemporània.
La prehistòria navarresa presenta els més de 250 dolmens. Destaquen els d'Aralar, Urbasa, Baztán i Artajona.
L'era romana presenta l'aqüeducte de Lodosa, la ceràmica Sigillata Hispánica de Liédena, els mosaics de Villafranca i Ramalete de Tudela i les ruïnes d'Andelos.
L'era musulmana presenta les arquetes de Leyre i Fitero i la mesquita major de Tudela.
L'art romànic té exemples amb els edificis del Camí de Sant Jaume: monestir de Leyre, Santa Maria la Real de SAngüesa, santuari d'Eunate, Pont la Reina, Estella, Irache i Torres del Rio.
L'art gòtic, amb el regnat de Carles III el Noble, presenta la colegiata de Roncesvalles, els minestirs del Cister a Fitero, Iranzu i La Oliva, el claustre de la catedral de Pamplona, la Cambra de Comptos i els castells-palaus d'olite i Marcilla.
L'art renacentista navarrès compta amb els pintors Juan del Bosque, Oscáriz, Landa i Berdusan i les obres fetes a l'església de Sant Jaume de Punt la Reina, l'Assumpció de Cascante i la de Sant Joan Baptista a Cintruénigo.
L'art barroc dels segles xvii i xviii destacà en el camps de l'arquitectura, la pintura i l'escultura, localitzats als palaus, cases senyorials, ajuntaments i esglésies. Són llocs destacats la basílica de Sant Gregori Ostiense a Sorlada, de Silvestre de Soria, l'església de Sant Martí de Tours a Lesaca (amb els retaules de Tomás de Jáuregui) i la parròquia de Sant Miquel de Corella i els murals de Luis Paret a Viana.
L'art neoclàssic es troba al Palau de Navarra i la façana de la catedral de Pamplona (obra de Ventura Rodríguez). Els arts posteriors, expressionisme i racionalisme, van tindre lloc també, desembocant en l'art d'avantguàrdia del segle xx.